# بابلو نيكولاس كاباييرو
بابلو نيكولاس كاباييرو (بالإسبانية: Pablo Nicolás Caballero)‏ (21 يوليو 1986 في الأرجنتين - ) هو لاعب كرة قدم أرجنتيني في مركز الهجوم. لعب مع تيغري وفيرو كاريل أويستي وكينغداو جونون ونادي راسينغ ونادي لوغو ونادي ألميرانته براون ونادي غواراني (نادي كرة قدم).

## وصلات خارجية
- بابلو نيكولاس كاباييرو على موقع إي إس بي إن إف سي (الإنجليزية)
- بابلو نيكولاس كاباييرو على موقع قاعدة بيانات كرة القدم.إي يو (الإنجليزية)
- بابلو نيكولاس كاباييرو على موقع Soccerbase.com (لاعب) (الإنجليزية)
- بابلو نيكولاس كاباييرو على موقع Soccerway.com (الإنجليزية)
- بابلو نيكولاس كاباييرو على موقع AS.com (الإسبانية)